# Sharik al-Mahri
 (décembre 2020).
Sharik ibn Cheikh al-Mahri (arabe : شريك بن شيخ المهري) est un personnage important de l'histoire précoce du califat abbasside.

## Nisba
Selon Saleh Saïd Agha, sa nisbah suggère qu'il est originaire de la région de Mahra au Yémen.

## Soulèvement contre les Abbassides
Résident de Boukhara lorsque l'État abbasside voit le jour, il est tout d'abord l'un de ses premiers partisans. Mais il va rapidement finir par s'opposer à ce dernier pour de multiples raisons. 
En premier lieu, il déteste la politique sanglante mise en œuvre par Abu Muslim al-Khurasani, l'homme fort du nouveau régime.
Ensuite, en tant que soutien des Alides (les descendants en lignée patrilinéaire d'Ali, le gendre et cousin du dernier des prophètes de l'islam, Mahomet), il est dégouté de l'abandon de la rhétorique chiite (traduit notamment par le choix du nouveau calife : As-Saffah) qui avait pourtant servit de fer de lance à la révolution abbasside (en). 
Cela le pousse à se soulever en 133 AH (an 750 ou 751 du calendrier julien). Environ trente mille hommes (parmi eux, un émir local de la tribu des Banu Azd et la majorité de la population arabe de la ville de Boukhara) le suivent dans sa révolte. Informé de celle-ci, Abu Muslim envoie son lieutenant Ziyad ibn Salih pour la mater. Ziyad reçoit rapidement le soutien de Qutayba, le fils de Toghshada (en) (le roi de Boukhara entre 681 et 739), qui a mis sur pied une armée de dix mille hommes pour combattre les rebelles. Les habitants de la campagne qui entoure Boukhara (composée de notables non-arabes expulsés de la cité quarante années auparavant par Qutayba ben Muslim) sont particulièrement hostiles à la révolte de la garnison arabe qui a pris leur place. Ziyad ibn Salih supprime brutalement la révolte de Sharik, en incendiant Boukhara pendant trois jours, en pendant les insurgés capturés aux portes de la ville et en pourchassant les derniers rebelles jusqu'à Samarcande, où il les extermine.   

## Citation
- « Nous n'avons pas suivi la maison du Prophète pour répandre le sang et commettre l'iniquité »[3]